# 前川一博
前川 一博（まえがわ かずひろ、1955年8月23日 - ）は、日本の実業家。元パナソニック電工IS代表取締役社長。

## 経歴
1955年兵庫県生まれ。兵庫県立西宮高等学校を経て、1978年に滋賀大学経済学部を卒業後、松下電工（現パナソニック）入社。パナソニック電工IS代表取締役副社長などを経て、2008年より現職。高校時代はバスケットボール部キャプテンを務めた。荻原正也ニフティ取締役会長はバスケットボール部の2年後輩。

## 年譜
- 1955年 - 兵庫県生まれ
- 1978年 - 滋賀大学経済学部卒業
- 1978年 - 松下電工入社
- 2008年 - 松下電工IS顧問
- 2008年 - 松下電工IS取締役副社長
- 2009年 - パナソニック電工IS代表取締役副社長
- 2010年 - パナソニック電工IS代表取締役社長
- 2016年 - パナソニック電工IS代表取締役社長退任

## 関連人物
- 戸田一雄